# St. Leonhard (Billenhausen)

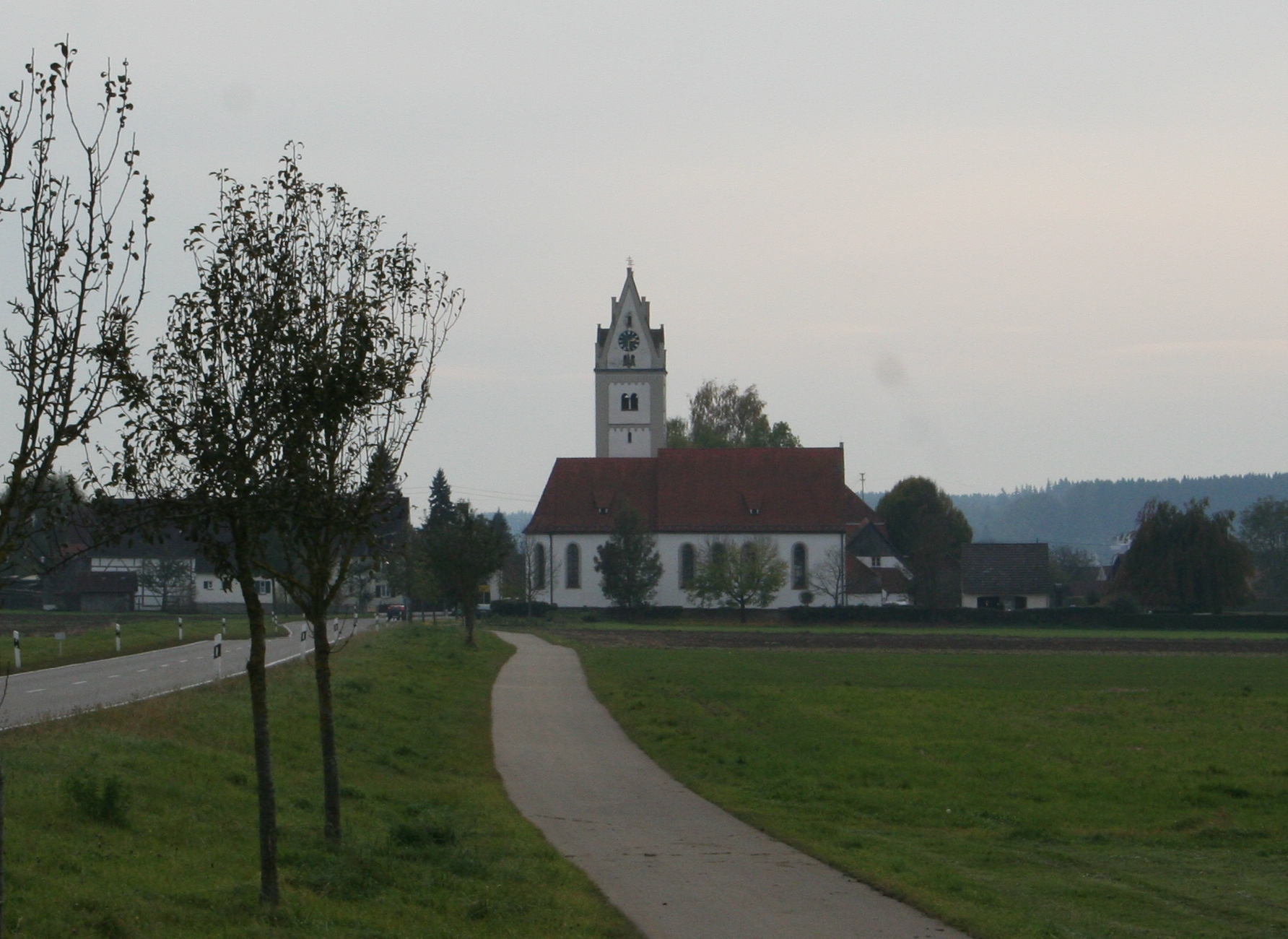
Pfarrkirche St. Leonhard in Billenhausen

Die katholische Pfarrkirche St. Leonhard im Krumbacher Stadtteil Billenhausen ist im Kern eine gotische Kirche, die im 18. Jahrhundert im Inneren barockisiert wurde. Schutzpatron der Kirche ist der Hl. Leonhard, dessen Patronatsfest am 6. November gefeiert wird. Pfarrkirche wurde die einst bedeutende Wallfahrtskirche erst nachdem die damalige Pfarrkirche St. Gordian und Epimachus, die im Westen des Dorfes nahe der Kammel lag, im Jahr 1807 abgebrochen wurde. Das ist auch der Grund dafür, dass die Kirche nicht, wie in den meisten Fällen, in der Ortsmitte liegt, sondern am äußersten nördlichen Ortsrand.

## Geschichte
Die Kirche wurde im Laufe des 15. Jahrhunderts erbaut. Ein genaues Erbauungsdatum ist nur für den Turm – 1474 – bekannt. Das Patronatsrecht lag ab 1514 bei der Reichsabtei Ursberg. Das Innere des Kirchenbaus wurde um 1780 barockisiert.

## Baubeschreibung
Das äußere Erscheinungsbild der Kirche wurde seit dem Bau im 15. Jahrhundert nur gering verändert. Damit entspricht es noch dem Aussehen, dass die meisten Dorfkirchen der Gegend hatten, die zu dieser Zeit gebaut wurden. Besonders hervorzuheben sind in diesem Zusammenhang die verschiedenen Bogenfriese an dem fünfgeschossigen Turm, der von einem Satteldach mit Fialen und Zwerchgiebeln abgeschlossen wird. Die Veränderungen bestehen darin, dass in der zweiten Hälfte des 20. Jahrhunderts das Vorzeichen vergrößert und eine Sakristei angebaut wurde.
Die spätbarocken Malereien an den Wänden und der Decke, die das Innere der Kirche prägen, wurden 1781 von Jakob Fröschle geschaffen und 1918 großteils restauriert. Der Hochaltar, der den Hl. Leonhard als Fürbitter der Notleidenden vor der Muttergottes zeigt, und die beiden Seitenaltäre sind Werke von Franz Xaver Stähle aus den Jahren 1783/84, die schon Stilelemente des Klassizismus zeigen. Drei besonders zu erwähnende spätgotische Holzskulpturen – die Heiligen Gordian und Epimachus sowie eine Muttergottes mit Kind – stammen noch aus der zu Beginn des 19. Jahrhunderts abgebrochenen ehemaligen Dorfkirche. Eine weitere Figur, eine um 1500 entstandene Anna selbdritt, ist ebenfalls hervorzuheben.